# 사우스리블

사우스리블의 위치

사우스리블(영어: South Ribble)은 잉글랜드 랭커셔주에 위치한 비도시 자치구로 중심 도시는 레일랜드이며 인구는 109,077명(2014년 기준), 면적은 113.0km2이다.